# Psychoda campbellica
Psychoda campbellica és una espècie d'insecte dípter pertanyent a la família dels psicòdids que es troba a les illes Campbell (Nova Zelanda).